# ぐるりん号 (長野市)

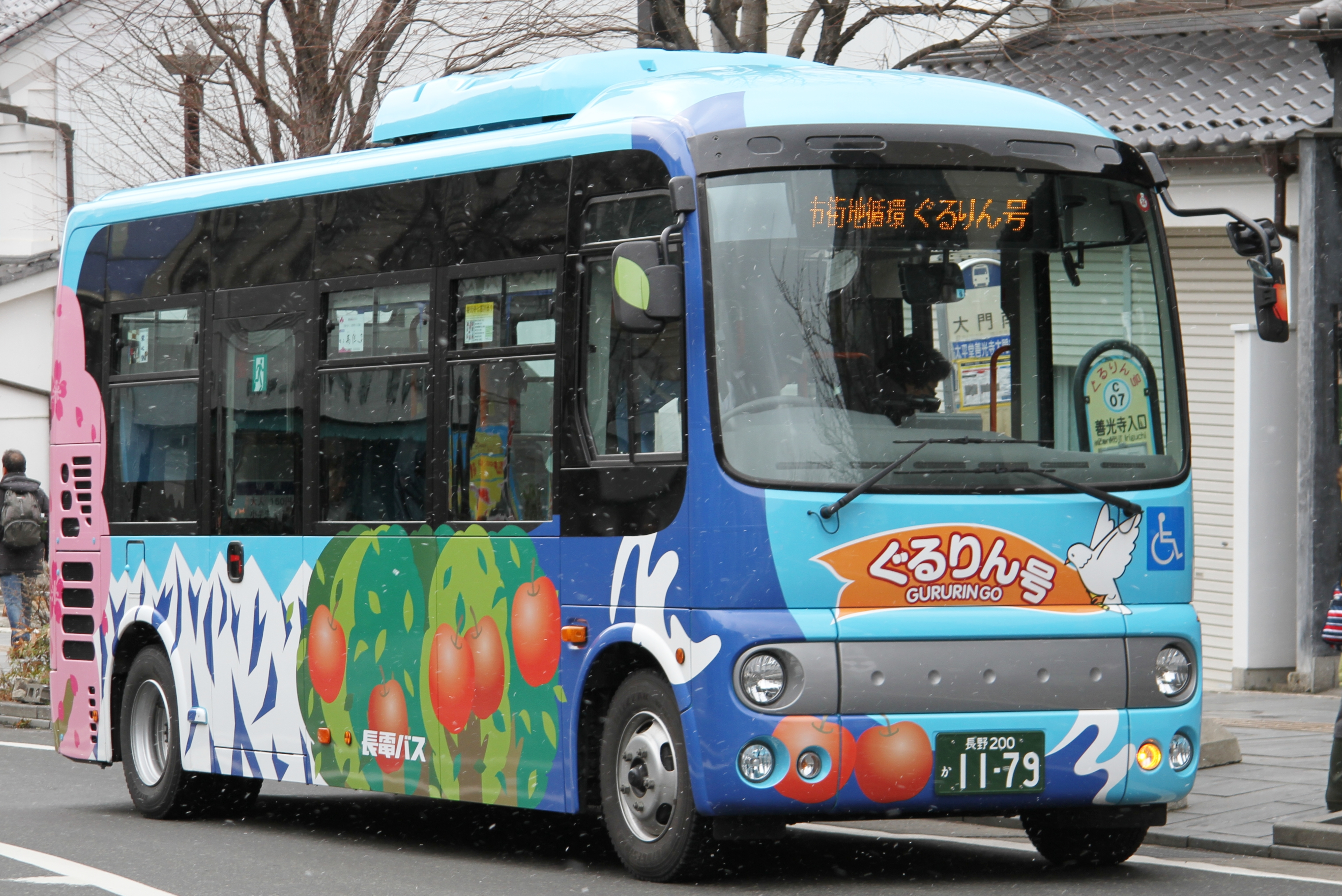
長電バス「市街地循環ぐるりん号」（新型）

ぐるりん号（ぐるりんごう）は、長野県長野市で運行されているコミュニティバスである。

## 概要
長野市がアルピコ交通長野支社（川中島バス）および長電バスに運行を委託している。
もともとは中心市街地（市街地循環ぐるりん号）のみ運行していたが、のちに同市の若里地区・更北地区などを循環する若里・更北ぐるりん号や、北東部の古里地区・吉田地区などを循環する東北ぐるりん号、篠ノ井地区を循環する篠ノ井ぐるりん号、松代地区を巡る観光客向け路線の松代ぐるりん号、篠ノ井駅と茶臼山動物園とを結ぶZOOぐる（茶臼山動物園線）が加わり、6路線での運行となった。その後、若里・更北ぐるりん号と松代ぐるりん号は乗合タクシーに転換されている。
市街地循環バスはアルピコ交通（川中島バス）・長電バス両社が受託運行する。東北ぐるりん号は長電バス、その他の路線はアルピコ交通（川中島バス）がそれぞれ単独で受託運行する。
東北ぐるりん号を除く3路線では、路線名の頭文字（C・S・Z）を路線記号として停留所ナンバリングがなされている。
市街地循環ぐるりん号は毎日運行されるが、東北ぐるりん号・篠ノ井ぐるりん号は平日のみの運行である。土休日には篠ノ井ぐるりん号の車両を利用してZOOぐるが運行される（季節運行路線）。

## 沿革
- 2000年（平成12年）4月1日 - 市街地循環ぐるりん号の運転開始
- 2004年（平成16年）9月1日 - 若里・更北ぐるりん号と、東北ぐるりん号の運行開始
- 2006年（平成18年）5月29日 - 川中島バス（当時）の本社移転による同社路線の経路変更などに伴い、若里・更北ぐるりん号が経路変更
- 2009年（平成21年）9月28日 - 若里・更北ぐるりん号が経路変更。大塚南停留所を経由しない、日赤停留所を起終点とする経路となる
- 2010年（平成22年）4月29日〜10月31日 - 若里・更北ぐるりん号の車両を利用して、松代地区で長野市観光地路線バスの実証運行が行われる
- 2010年（平成22年）6月1日〜10月29日 - 東北ぐるりん号の一部区間で長野市通勤時間帯バス 古里線の実証運行が行われる。利用が予想以上に少なく、予定より1ヶ月ほど早い運行終了
- 2011年（平成23年）4月16日〜11月6日 - 前年度に実証運行が行なわれた長野市観光地路線バスを、松代ぐるりん号として実証運行。また、新規にZOOぐる（茶臼山動物園線）の実証運行
- 2011年（平成23年）4月18日〜2012年（平成24年）3月30日 - 前年度に実証運行が行なわれた長野市地域循環バスのうち、篠ノ井線を拡充し篠ノ井ぐるりん号として実証運行
- 2011年（平成23年）11月20日〜2014年（平成26年）3月31日 - 市街地循環ぐるりん号で、早稲田大学電動車両研究所開発の非接触充電式電動バス「WEB-3（Waseda advanced Electric micro Bus 3）」の実証運行、2012年2月には新開発のWEB-4も導入
- 2012年度（平成24年度） - 篠ノ井ぐるりん号・松代ぐるりん号・ZOOぐるが本格運行に移行
- 2012年（平成24年）10月1日 - 市街地循環ぐるりん号が100円から150円に値上げされると同時に、44便増便
- 2012年（平成24年）10月27日 - 長野市バスICカード「KURURU（くるる）」運用開始。ぐるりん号全6路線でも利用できるようになる
- 2014年（平成26年）4月1日 - 若里・更北ぐるりん号が、循環型乗合タクシー若里更北線に転換される
- 2014年（平成26年）4月19日 - 松代ぐるりん号が、松代観光巡りタクシーに転換され当シーズンの運行を開始する
- 2019年（平成31年）4月1日 - 市街地循環ぐるりん号が経路変更。中央通りを経由しない、単純な循環経路となる[1]
- 2024年（令和6年）4月1日 - 長電バス担当便が運転手不足を理由に減便
- 2025年（令和7年）3月1日 - 長野市バスICカード「KURURU（くるる）」が地域連携ICカードにリニューアルされると同時に、交通系ICカード全国相互利用サービスによる利用が可能となる予定

## 運賃制度
運賃は各線とも均一制で、以下の通り。なお、長野市バスICカード「KURURU（くるる）」のSF機能、長野市高齢者100円バス利用証「おでかけパスポート」は利用可能だが、両社の定期券は利用できない。
| 路線名                 | 大人  | 小人  | 記事                                                    |
| ---------------------- | ----- | ----- | ------------------------------------------------------- |
| C 市街地循環ぐるりん号 | 150円 | 80円  | 一部停留所での乗継ぎ割引がある（後述）                  |
| 東北ぐるりん号         | 200円 | 100円 | 一部停留所での乗継ぎ割引がある（後述）                  |
| S 篠ノ井ぐるりん号     | 200円 | 100円 | ‐                                                       |
| Z ZOOぐる              | 150円 | 80円  | 往復券（300円）を発売。茶臼山動物園の入園割引特典がある |

### 乗継割引
一部の路線で乗継割引を実施している。なお、ICカードのKURURUで乗車した場合は、同カードの標準機能としてどの路線・どの停留所であっても90分以内の乗継で50円割引される。
市街地循環ぐるりん号
起終点である「長野駅」をまたいで乗車する際、下車時に運賃精算を済ませたうえで「乗継券」を受け取り、20分以内に次発のぐるりん号に乗り継ぎ券を提示することで、1回分の運賃で乗車できる。
東北ぐるりん号
乗継ぎ停留所に指定されている「北長野駅」・「市民病院」で長電バスの一般路線に乗り継ぐ際、ぐるりん号下車時に「乗継券」を受け取り、一般路線の下車時に券を提示すると、一般路線の運賃が20円（こども10円）割引になる。

## 運行経路

### C 中心市街地循環バス「ぐるりん号」
- 長野駅(C01) -（長野大通り）→ 市役所入口(C04) -（長野大通り）→ 権堂(C05) -（国道406号）→ 善光寺大門(C07) -（国道406号）→ 信大教育学部前(C09) -（県庁通り）→ 県庁前(C12) -（県庁通り）→ 長野バスターミナル(C14) -（ターミナル通り）→ 長野駅

### 東北ぐるりん号
- 市民病院 → 東北中学 → 古里支所 → 上駒沢西 → 長野高専正門 → 稲田エノキ公園 → 吉田本町 → 信濃吉田駅 → 北長野駅 → 辰巳公園 → 石渡南堀 → 朝陽駅 → 富竹 → 市民病院

### S 篠ノ井ぐるりん号
- 篠ノ井駅(S1) → 高田(S4) → 西友川中島店(S9) → さいなみ団地(S20) → 杵淵(S29) → 東福寺(S34) → 篠ノ井病院前(S38) → 篠ノ井駅
- 篠ノ井駅(S1) → 運転免許センター前(S14) → 南長野運動公園(S17) → さいなみ団地(S20) → 杵淵(S29) → 東福寺(S34) → 篠ノ井病院前(S38) → 篠ノ井駅

### Z ZOOぐる（茶臼山動物園線）
季節運行路線。4月中旬〜11月上旬のみ運行
- 篠ノ井駅西口(Z1) - 瀬原田(Z2) - 山新田口(Z3) - 茶臼山動物園北口(Z4) - 茶臼山動物園南口(Z5)

## 車両

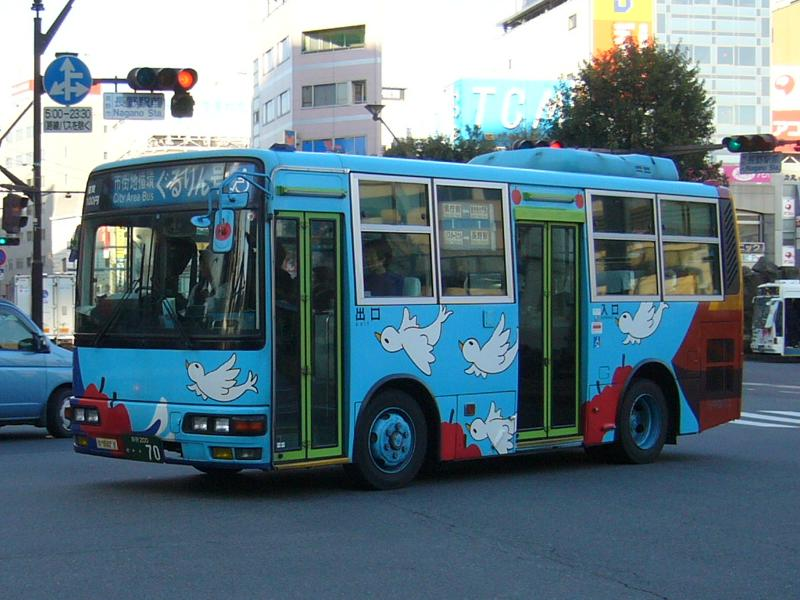
市街地循環ぐるりん号（旧型）

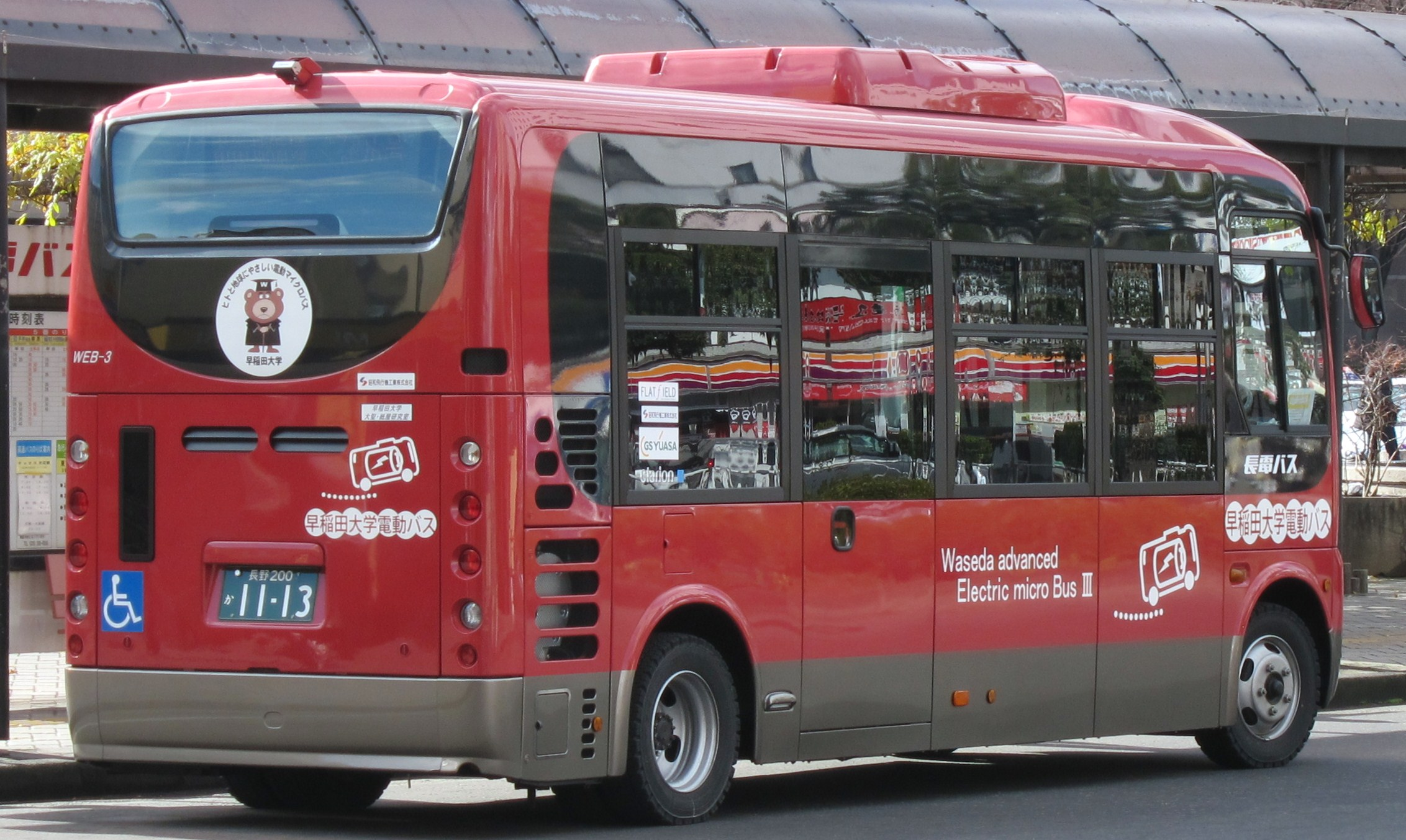
WEB-3実証実験車両（長電バス）

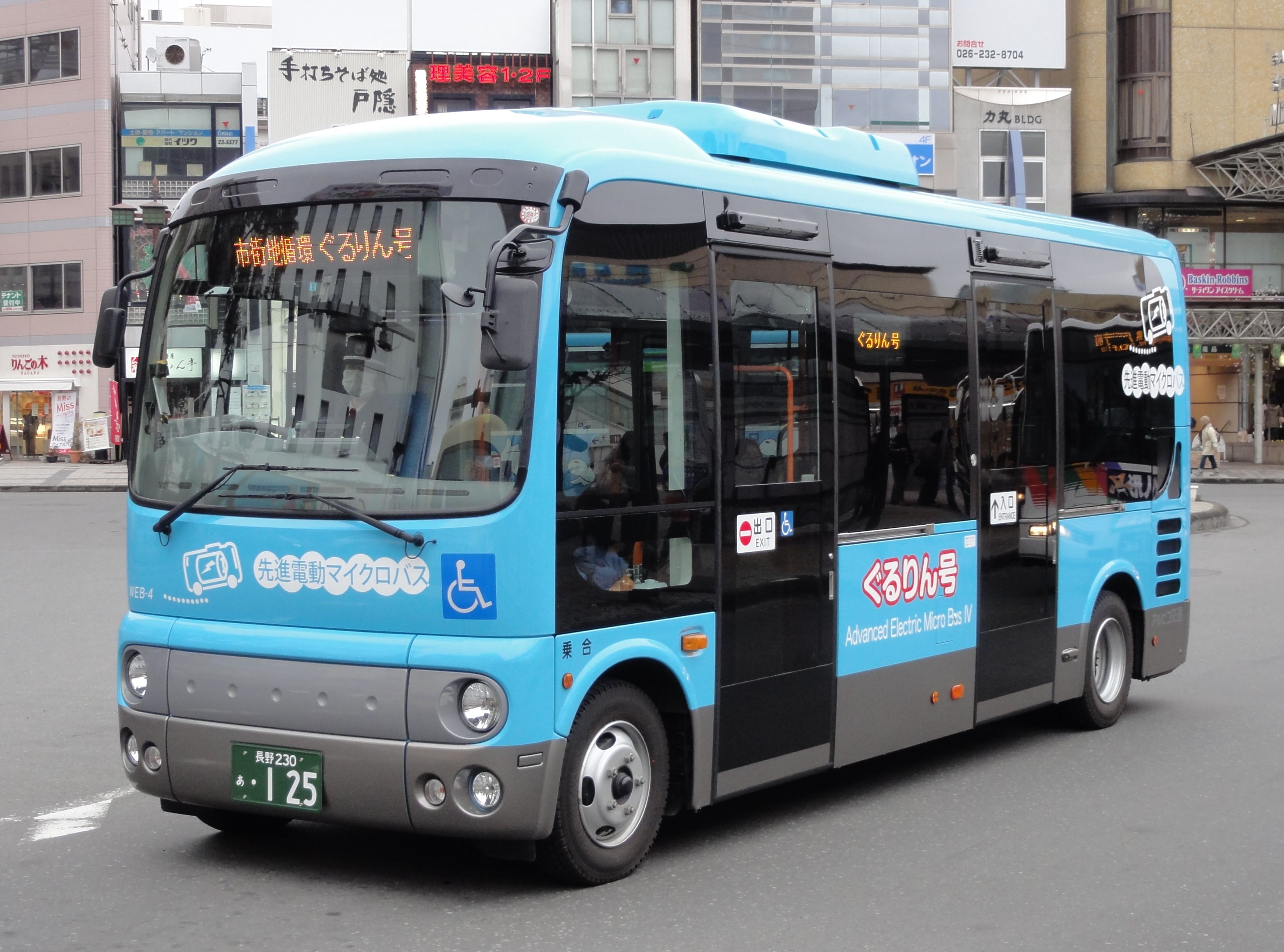
WEB-4実証実験車両（川中島バス）

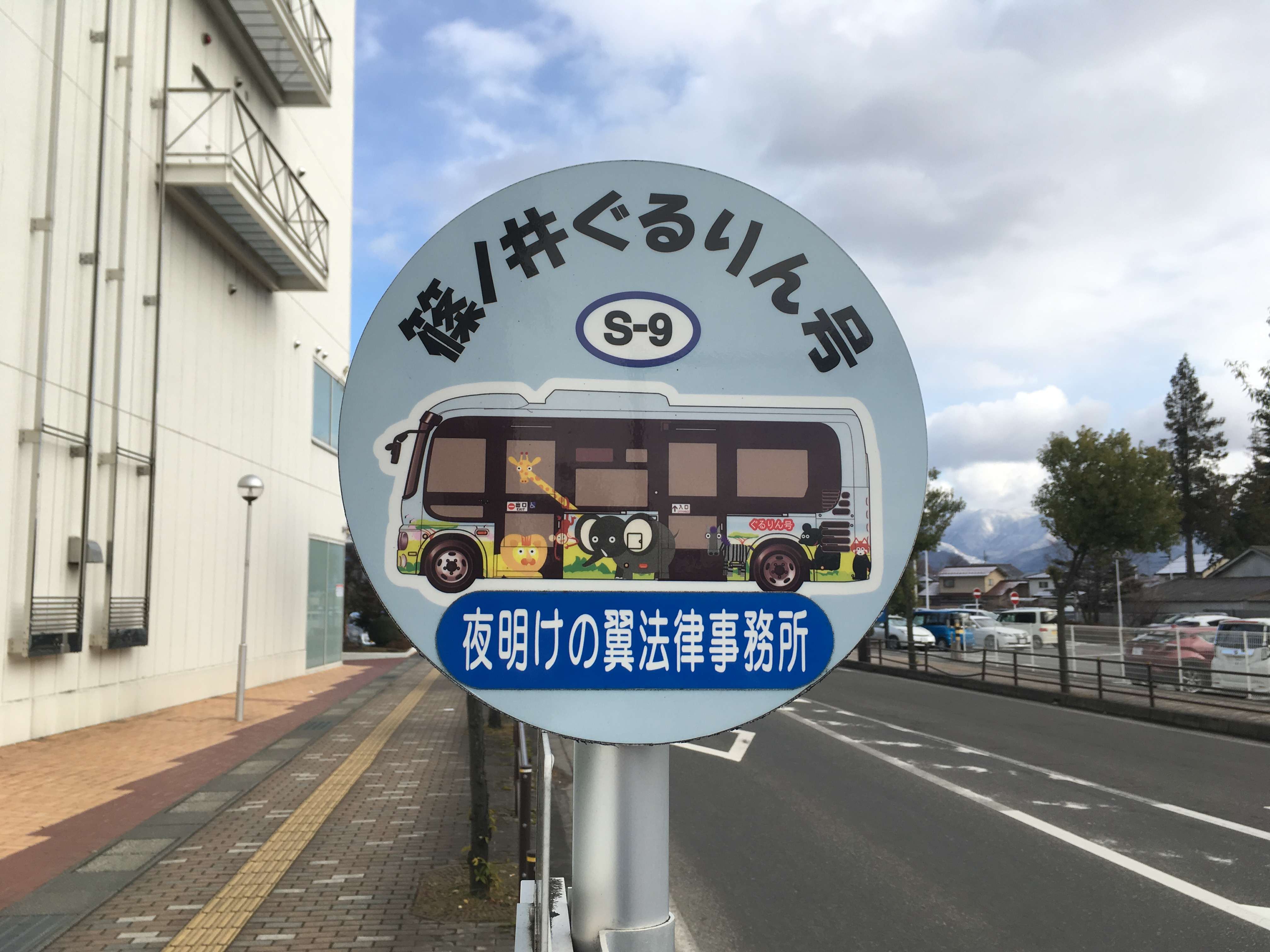
篠ノ井ぐるりん号車両の描かれたバス停

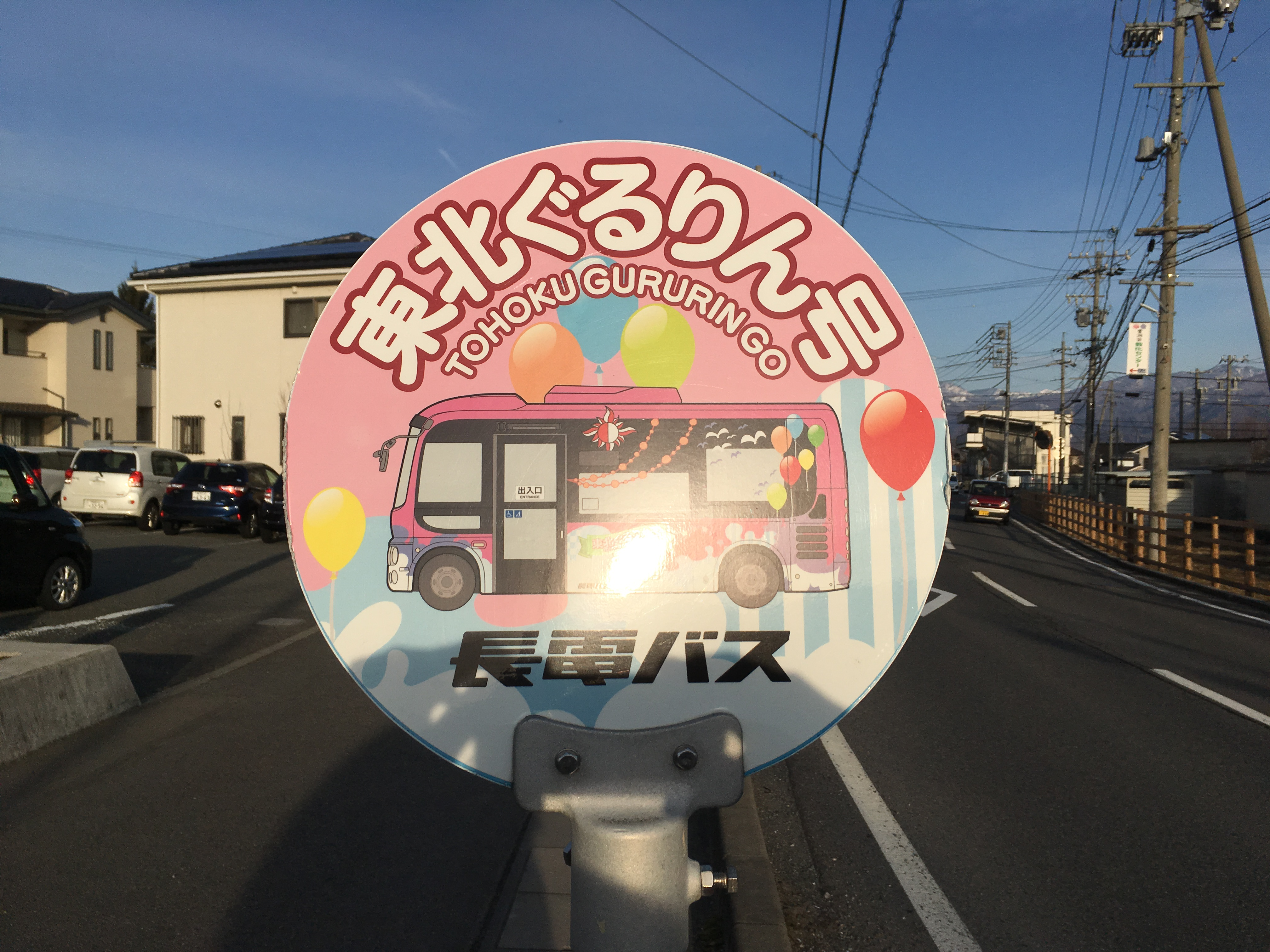
東北ぐるりん号車両の描かれたバス停

- 「市街地循環」では2012年導入の日野・ポンチョが使用されているほか、運行開始時に導入された三菱ふそう・エアロミディMEも運用される。これらの車両は善光寺や桜などのラッピングがされている特別仕様であるが、多客期などには一般色の車両が充当されることもある。
  - 過去には早稲田大学がポンチョを改造した「WEB-3」「WEB-4」を実証運行していたほか、後者をプラグイン式に改造した「電動ぐるりん号」も運用に就いていた。現在は両者引退している。

- 「篠ノ井」「ZOOぐる」では運行開始当初から新型のポンチョを運用。動物園をイメージした水色系のラッピングが施されている。

- 「東北」は、当初ボンネットのある初代ポンチョを運用していた。その後しばらく一般車が用いられていたが、2016年ごろに長野市立長野高等学校美術部デザインの新型ポンチョが導入された。車両長が短く、唯一1ドアでの運行となっている。

## 乗合タクシーに転換された路線等
2014年（平成26年）度より、若里・更北ぐるりん号は循環型乗合タクシーに、松代ぐるりん号は観光巡りタクシーに転換されている。運行経路や運賃はぐるりん号時代から変わっていない。長野市バスICカード「KURURU（くるる）」については、若里更北線では引き続き利用できるが、松代観光巡りタクシーでは利用できなくなっている。
なお、ここでは当初から循環型乗合タクシーとして運行されている川中島線も取り上げる。

### W 若里更北線（旧 若里・更北ぐるりん号）
平日のみ運行。
経路
- 日赤(W01) → ビッグハット(W03) → 県民文化会館南口(W06) → 丹波島橋南(W08) → 稲里二ツ屋(W10) → 下氷鉋(W13) → 大塚新町(W15) → 長徳寺前(W18) → 更北支所前(W20) → 四十二石(W23) → 綱島(W26) → ビッグハット(W29) → 日赤

運賃
- 200円（小児100円）均一／「KURURU」利用可

### K 川中島線
月・水・金曜日のみ運行（祝日等運休）。
経路
- 西友川中島店(K1) - 御厨団地(K4) - 稲里町中央(K6) - 中氷鉋(K9) - 本町(K14) - 川中島駅(K17) - 今里公民館(K20) - 川中島支所前(K25) - 今井駅(K28) - 西友川中島店
右回り・左回り双方とも運行されている

運賃
- 200円（小児100円）均一／「KURURU」利用可

### M 松代観光巡りタクシー（旧 松代ぐるりん号）
季節運行路線。5月・7月〜10月の土曜、日曜日、祝日、お盆（8月13日から16日まで）のみ運行
経路
- 松代荘(M1) - 信州松代ロイヤルホテル(M2) - 松代駅(M5) - 松代藩文武学校(M7) - 象山神社(M9)

運賃
- 200円（小児100円）均一／「KURURU」利用不可
- 一日フリー乗車券300円 - 沿線の店舗・施設での割引が受けられる